# Internationaler Preis Paul VI.
Der Internationale Preis Paul VI. (ital.: Premio Internazionale Paolo VI) wurde 1979 geschaffen und seit 1983 alle fünf Jahre vom Institut Paul VI. in Brescia, dem Geburtsort Paul VI.  vergeben. 

## Vergabe
Die Auszeichnung ist nach Papst Paul VI. benannt und wird an Persönlichkeiten verliehen, die sich für eine religiös inspirierte Kultur in herausragender Weise engagiert haben. Das Preisgeld von 100.000 Euro geht jeweils an eine vom Preisträger gewählte Institution, die den Zielen der Stiftung entspricht. 

## Preisträger
- 1983: Hans Urs von Balthasar
- 1988: Olivier Messiaen
- 1993: Oscar Cullmann
- 1997: Jean Vanier, Gründer der L’Arche-Gemeinschaft
- 2003: Paul Ricœur für die Fondation John Bost, die sich seit 1848 Behinderter, alleinstehender Alter und sozial nicht angepasster Menschen annimmt
- 2008: Redaktion und Mitarbeiter der Sources Chrétiennes
- 2013: Joseph Coutts[2]

In der Laudatio anlässlich der Verleihung 2003 sagte Papst Johannes Paul II.:

„Bisher wurde die Auszeichnung an Wissenschaftler im Bereich der Theologie, der Musik, des Ökumenismus und der Förderung der Menschenrechte vergeben. In diesem Jahr geht er an den bekannten französischen Forscher Prof. Paul Ricoeur, den ich herzlich und hochachtungsvoll grüße und dem ich für die Worte danke, die er soeben an mich gerichtet hat. Er hat sich ausgezeichnet durch seinen hochherzigen Beitrag zum ökumenischen Dialog zwischen Katholiken und Reformierten.“